# Хрипелівець
Хрипелівець — заповідне урочище місцевого значення. Об'єкт розташований на території Надвінянського району Івано-Франківської області, Гірське науково-дослідне лісництво, квартал 3, виділ 7, квартал 4, виділи 4, 5.
Площа — 75,0000 га, статус отриманий у 1988 році.